# 급여

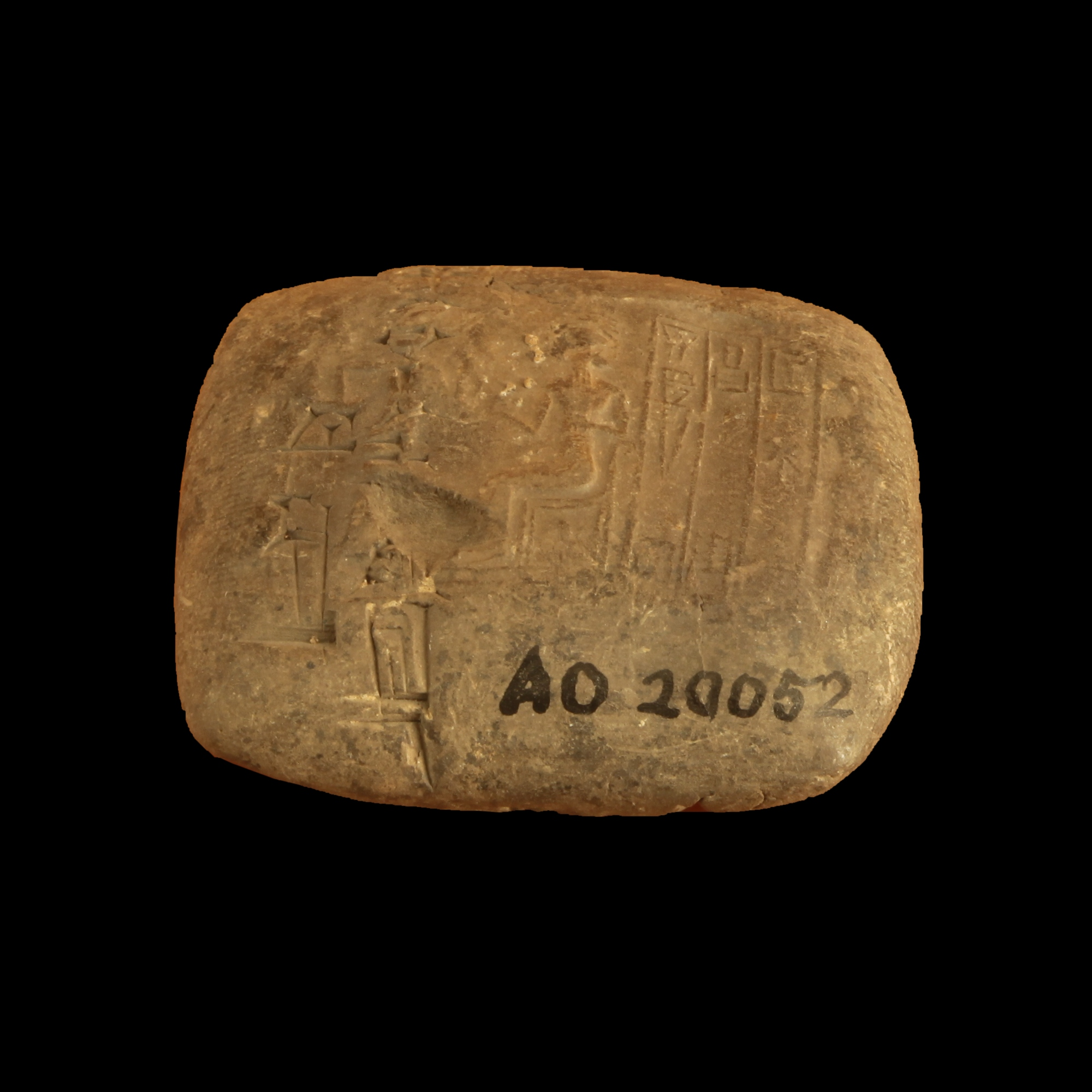

급여(給與) 또는 임금은 근로기준법에서 노동자를 고용한 사업주 또는 사용자가 노동자에게 노동에 대한 경제적 보상으로서 지급하는 돈을 뜻한다.  유의어로 봉급(俸給), 임금이라고도 한다.
사용자와 노동자가 근로계약으로써 정한 임금을 기본급이라고 하며, 사용자가 임금을 하루 단위로 셈하는 일급 또는 일당(공공기관에서는 일급을 한달 단위로 지급함), 월 단위로 임금을 지급하는 월급, 시간 단위로 셈하는 시급, 주 단위로 셈하는 주급 모두를 근로기준법에서는 지급형태를 따지지 않고 임금이라고 한다.

## 임금에 대한 설명
급여는 일반적으로 동일 지역의 비슷한 산업의 비슷한 노동을 수행하는 사람들을 위해 회사의 시장 지급율에 따라 결정된다. 급여는 또한 고용주가 정해놓은 지급율과 급여 범위를 조정함으로써 결정된다. 또, 급여는 고용주의 고용지의 특정한 일을 수행할 수 있는 수많은 사람들에 의해 영향을 받는다.

## 임금 지급기준
- 정기적이고 일률적으로 소정(所定)근로 또는 총 근로에 대하여 지급하기로 정한 금액을 지급해야 한다
- 시간급이 최저임금 이상이어야 한다.
- 본인에게 직접 지급해야 한다.
- 임금, 노동시간 등 노동조건은 노동자와 사용자의 근로계약서와 취업규칙으로 정해야 하고, 사본을 지급해야 한다. 사업주가 주고 싶은대로 줄 수 없다.
- 임금명세서를 지급해야 한다. 임금명세서에는 기본급, 정기급식비 등의 복지목적으로 지급하는 돈, 직무수당 등의 수당, 주 15시간 이상 일한 노동자에게 주1회 이상 유급휴가를 주어야 하는 근로기준법 55조에 근거하여 지급해야 하는 주휴수당, 공제내역(4대보험(고용보험, 산업재해, 국민연금, 건강보험), 소득세)을 써야 한다.
- 지각했다고 임금을 공제할 수 없다. 실제 초기 산업혁명 시기에 자본가들이 아동노동자들에게 지각했다고 임금을 공제하는 횡포를 부렸기 때문.

## 같이 보기
- 임금 (경제학)
- 샐러리맨
- 최저임금